# Octavio Podestá

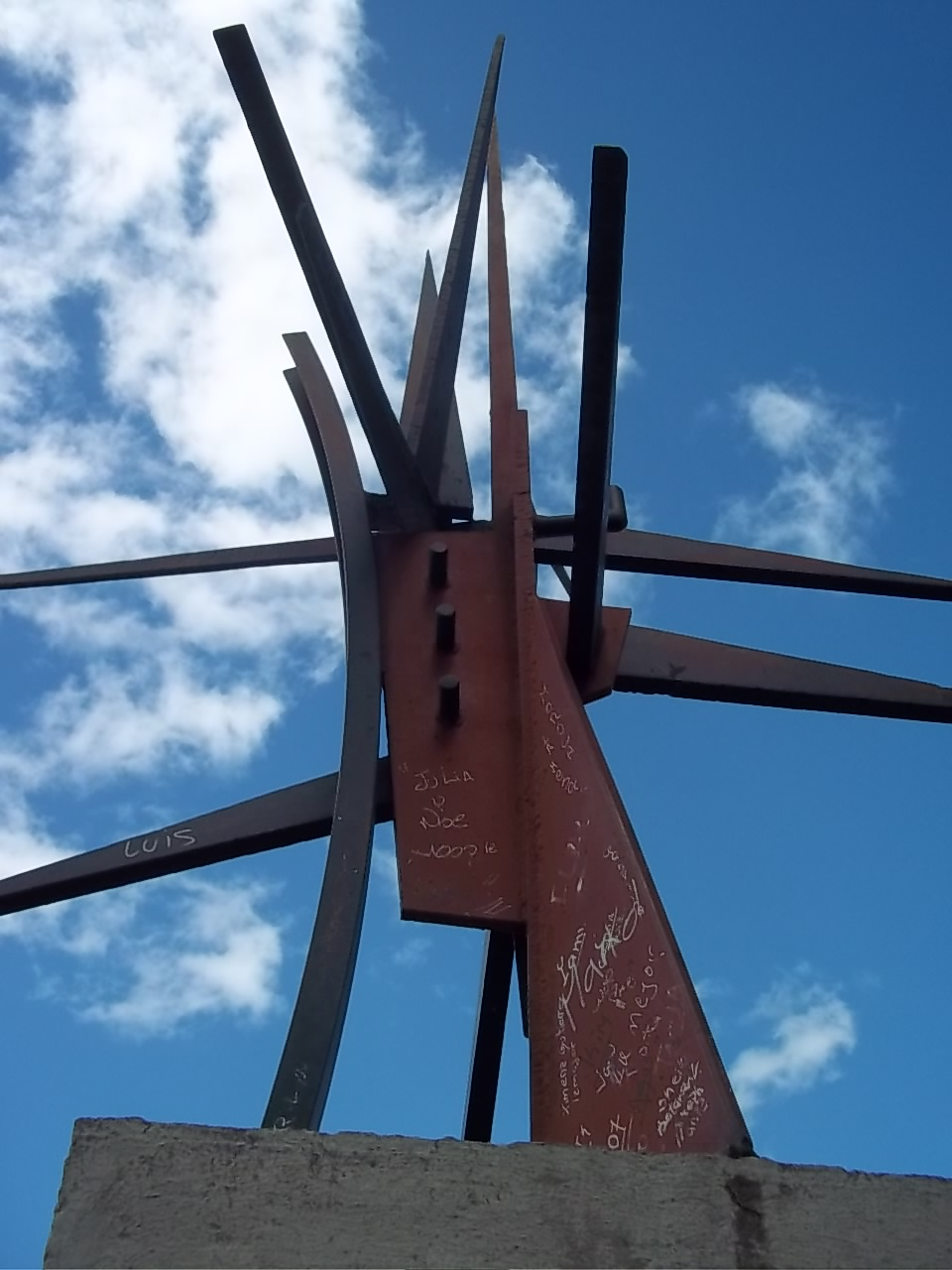
Escultura de Octavio Podestá (1990) en Plaza Levratto, Fray Bentos.

Octavio Podestá (nacido el 19 de abril de 1929 en Montevideo) es un escultor y docente uruguayo. 

## Biografía
Egresó de la Escuela Nacional de Bellas Artes en 1961, donde estudió dibujo y escultura con Juan Martín y Severino Pose. Continuó con sus estudios de escultura en Francia, Italia y Líbano. En 1964 ganó la beca municipal Carlos María Herrera en usufructo de la cual realizó un viaje de estudios a Europa y asistió a la Escuela Superior de Bellas Artes becado por el gobierno francés.
Fue docente de los talleres de escultura de la Escuela de Bellas Artes de Montevideo y profesor de la Escuela de Artes y Artesanías Dr. Pedro Figari en las áreas de Escultura y Forma entre los años 1969 y 1980.
Desde 2011 integra la Comisión Nacional de Artes Visuales, junto a otras figuras del arte y la cultura uruguaya, encargados de la ejecución de los Salones Nacionales y las Bienales de Arte.

## Obra
Compone sus esculturas con piezas de hierro y madera de desecho, las que resuelve con un criterio mecanicista, incorporando en sus figuras articulaciones que otorgan a las piezas un movimiento lúdico real.
Sus obras que van de lo abstracto a lo casi figurativo e incluye también el color como un elemento destacado. Ha expuesto maquetas de pequeñas dimensiones en varias oportunidades y sus obras de gran tamaño se encuentran en numerosos parques, plazas, fachadas y jardines de su ciudad natal.
Es posible apreciar obras suyas en Museo Nacional de Artes Visuales, Museo Juan Manuel Blanes, Museo Departamental de San José y numerosas colecciones privadas.

### Principales exposiciones
- Grupo La Cantera, 1961-63.
- Facultad de Arquitectura, 1964.
- Galería U, Montevideo, 1968.
- Asociación Cristiana de Jóvenes, 1973.
- Expone en la 7.ª, 8.ª y 9.ª Feria del Libro y Grabado, Explanada Municipal, Montevideo.
- Instituto Italiano de Cultura, 1976.
- Exposición colectiva “Lo Mejor del Año”, Alianza Francesa de Montevideo, 1976.
- Gordon Gallery, Buenos Aires, Argentina, 1977.
- Cátedra Alicia Goyena, 1987.
- Exposición colectiva 7º Encuentro del Tapiz (Subte Municipal), 1987.
- Exposición colectiva Fundación Peluffo-Giguens Nueva York y Washington, 1989.
- Argentino Hotel de Piriápolis, 100 años de su fundación, Comisión de Turismo, 1990 y 2015
- Museo del Gaucho y la Moneda, 1993.
- Museo Juan Manuel Blanes, 1993.
- Feria del Libro y Grabado, 1993-94.
- Jardines del Instituto Crandon con motivo de los 120 años de su fundación, 1999.
- Homenaje a Kurosawa, Subte Municipal, Montevideo, 2001.
- Universidad Católica del Uruguay, Montevideo, 2002.
- “Tres Generaciones de Artistas Contemporáneos Uruguayos”, Museo de Arte Contemporáneo Latinoamericano, La Plata, Argentina.
- IDEAS _ Serie de Maquetas, Dodecá, Montevideo, 2009.
- Auditorio Nacional Adela Reta, Montevideo, 2012.
- 8º Encuentro Nacional de Escultores, Palmar, Soriano, 2013.
- Fundación Unión, Montevideo, 2013.
- Galería Sur, Punta del Este, 2014.

### Exposición permanente
- Universidad de la República, Facultad de Humanidades y Ciencias.
- Fundación Atchugarry, Maldonado.
- Jardines del Instituto Crandon, Montevideo.

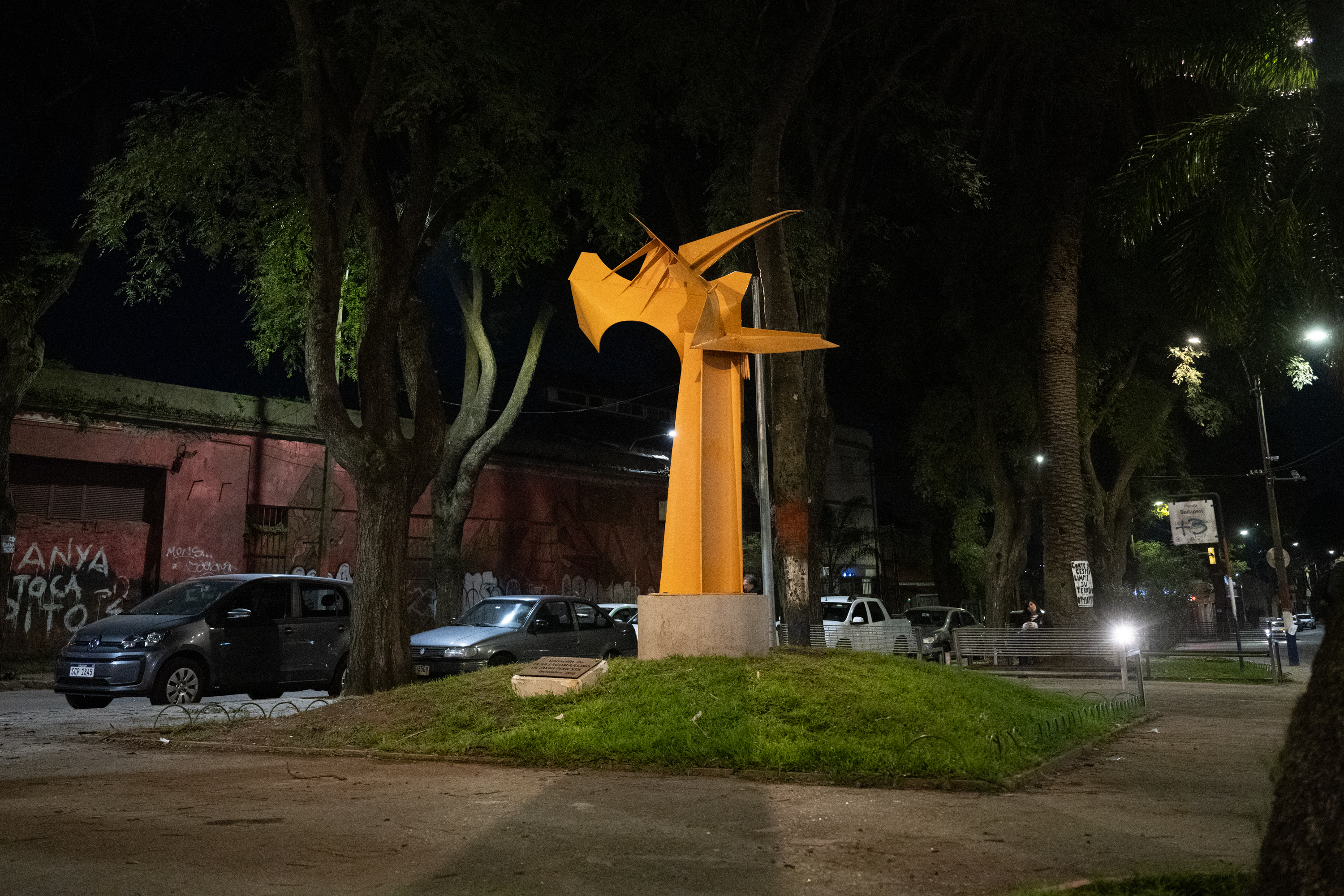
Escultura de Octavio Podestá ubicada en Monte Caseros y Garibaldi, Montevideo.

- Club del Lago, Punta del Este.
- Galería Latina, Montevideo.

### Obras en espacios públicos
- Cementerio Israelita de La Paz, La Paz, Canelones.
- Plaza Levratto, Fray Bentos.
- Rambla de Montevideo, Puerto del Buceo.
- Fachada posterior del Palacio Municipal, Montevideo.
- Bulevar Artigas y Tomás Giribaldi, Montevideo.
- Luis A. de Herrera y Altamirano, Montevideo.
- Plaza Budapest, Monte Caseros y Garibaldi, Montevideo. (Donación)
- Parque de Esculturas del Edificio Libertad
- "Eutrapelia", Paseo de Artes Rincón, Ciudad Vieja, Montevideo.
- Plaza Alcalá de Henares (Cervantes), Montevideo. (Donación)
- Boulevard Artigas y Gral. Flores. (Donación)
- Boulevard Artigas y Av. José Pedro Varela. (Donación)
- "Palma sola" en la ruta 90 o de los Charrúas, acceso Sur de la ciudad de Guichón

## Premios y reconocimientos
- 1959, Premio Adquisición XI Salón Municipal, Montevideo.
- 1985, 1.er Premio Encuentro de Tapicería.
- 1986, Premio Salón Municipal a la trayectoria, Montevideo.
- 1996, Premio Morosoli de Plata, Artes Plásticas Escultura, Minas, Uruguay.
- 1998, Premio Figari del Banco Central del Uruguay en reconocimiento a su trayectoria artística.
- 1999, Premio Fraternidad otorgado por B'nai B'rith Uruguay.[5]
- 2003, declarado Ciudadano Ilustre de Montevideo.[6]
- 2014, Medalla Delmira Agustini.[7]
- 2016, el 57º Premio Nacional de Artes Visuales llevó su nombre en homenaje y reconocimiento a su obra y extensa trayectoria.[8]
- 2020, una baldosa con su nombre fue colocada en el "Espacio de los Soles" frente a la puerta de la Ciudadela sobre la Peatonal Sarandí.[9]